# Maranzana
Maranzana – miejscowość i gmina we Włoszech, w regionie Piemont, w prowincji Asti.
Według danych na styczeń 2009 gminę zamieszkiwały 334 osoby przy gęstości zaludnienia 74,2 os./1 km².